# Kaunissaari (ö i Norra Karelen, Joensuu, lat 63,25, long 29,37)
Kaunissaari är en ö i Finland. Den ligger i sjön Pielisjärvi och i kommunen Juga i den ekonomiska regionen  Joensuu ekonomiska region  och landskapet Norra Karelen, i den centrala delen av landet, 400 km nordost om huvudstaden Helsingfors. Öns area är 2,06 kvadratkilometer och dess största längd är 2,8 kilometer i sydöst-nordvästlig riktning.